# Stazione di Belvì-Aritzo
La stazione di Belvì-Aritzo è una stazione ferroviaria posta nel comune di Belvì, lungo la linea Isili-Sorgono, dal 1997 utilizzata esclusivamente per scopi turistici.

## Storia

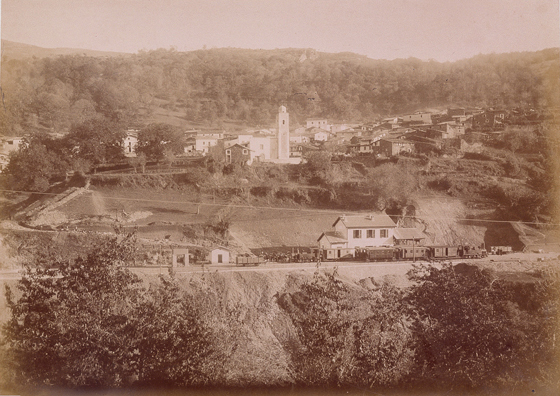
La stazione nei primi anni di esercizio

Realizzata per conto della Società italiana per le Strade Ferrate Secondarie della Sardegna, la stazione venne attivata il 3 novembre 1893, data di apertura al traffico del tronco ferroviario Meana Sardo-Sorgono che completava la linea tra Isili e quest'ultimo centro.
montanari apprezzano la civiltà più che altrove...»
(Avvenire di Sardegna, novembre 1889)
Nel 1921 la concessione ferroviaria passò alla Ferrovie Complementari della Sardegna, che gestì l'impianto sino al 1989, anno in cui la titolarità della struttura fu destinata alla gestione governativa delle Ferrovie della Sardegna. Sotto la gestione delle FdS la Isili-Sorgono fu chiusa al traffico ordinario a partire dal 16 giugno 1997, venendo destinata all'esclusivo impiego turistico legato al progetto Trenino Verde. Da allora la stazione (dal 2010 di proprietà dell'ARST) è inutilizzata e priva di traffico per buona parte dell'anno, fatto salvo il periodo estivo in cui viene attivato un servizio di treni turistici a calendario. Dall'agosto 2017 la stazione è temporaneamente chiusa al traffico per via dello stato in cui versano alcuni ponti nel tratto a nord di Laconi.

## Strutture e impianti
La stazione è posta nella periferia ovest di Belvì a valle dell'omonimo borgo ed è di tipo passante. Nell'impianto sono presenti complessivamente tre binari a scartamento da 950 mm: da quello di corsa si diramano infatti un secondo di incrocio sul lato ovest e un tronchino sul lato est, terminante dinanzi all'ex magazzino merci e dotato anche di un prolungamento, anch'esso tronco. La dotazione dell'area merci dell'impianto, in disuso dopo la cessazione di questa tipologia di traffici sulla linea nell'ultimo quarto del Novecento, comprendeva anche un piano di carico.
Nella parte orientale dello scalo sono ubicati tutti gli edifici della stazione, di cui il principale è il fabbricato viaggiatori, avente caratteristiche di seconda classe delle SFSS e dotato di un corpo centrale con sviluppo su due piani più tetto a falde con due ali ai lati ad un solo piano, una delle quali costituiva il magazzino merci della stazione. Le ritirate sono ubicate in un'ulteriore costruzione più a nord in prossimità di un rifornitore idrico; presente inoltre in questa zona una ex casa cantoniera.

## Servizi
Nel fabbricato viaggiatori è presente una sala d'attesa.
- Sala d'attesa

## Movimento
Dall'estate 1997 la stazione è utilizzata esclusivamente per il traffico turistico, tuttavia dalla fine dell'estate 2017 nessuna relazione serve la struttura in quanto ricompresa in un tratto della Isili-Sorgono provvisoriamente chiuso all'esercizio per problemi infrastrutturali.